# Chrysella mikaniae
Chrysella mikaniae är en svampart som beskrevs av Syd. 1927. Chrysella mikaniae ingår i släktet Chrysella och familjen Pucciniaceae.   Inga underarter finns listade i Catalogue of Life.